# Lycus fradei
Lycus fradei là một loài bọ cánh cứng trong họ Lycidae. Loài này được Gomes Alves miêu tả khoa học năm 1961.